# 1988년 하계 올림픽 알제리 선수단
1988년 하계 올림픽 알제리 선수단은 대한민국 서울에서 개최된 1988년 하계 올림픽에 참가한 올림픽 알제리 선수단이다.

## 출전 선수
| 종목   | 남자 | 여자 | 전체 |
| ------ | ---- | ---- | ---- |
| 육상   | 11   | 2    | 13   |
| 복싱   | 6    | –    | 6    |
| 사이클 | 2    | 0    | 2    |
| 핸드볼 | 14   | 0    | 14   |
| 유도   | 5    | 1    | 6    |
| 테니스 | 0    | 1    | 1    |
| 역도   | 2    | –    | 0    |
| 전체   | 40   | 4    | 44   |

## 같이 보기
- 올림픽 알제리 선수단

## 참고 자료
- (영어) “Algeria at the 1988 Seoul Summer Games”. SR/Olympic Sports. 2016년 3월 4일에 원본 문서에서 보존된 문서. 2011년 10월 6일에 확인함.